# Каммак-Виллидж
Каммак-Виллидж (англ. Cammack Village) — город, расположенный в округе Пьюласки (штат Арканзас, США) с населением в 831 человек по статистическим данным переписи 2000 года.

## География
По данным Бюро переписи населения США город Каммак-Виллидж имеет общую площадь в 0,78 квадратных километров, водных ресурсов в черте населённого пункта не имеется.
Город Каммак-Виллидж расположен на высоте 152 метра над уровнем моря.

## Демография
По данным переписи населения 2000 года в Каммак-Виллидж проживало 831 человек, 240 семей, насчитывалось 395 домашних хозяйств и 406 жилых домов. Средняя плотность населения составляла около 1117 человек на один квадратный километр. Расовый состав Каммак-Виллидж по данным переписи распределился следующим образом: 97,83 % белых, 0,96 % — чёрных или афроамериканцев, 0,36 % — коренных американцев, 0,24 % — азиатов, 0,24 % — представителей смешанных рас, 0,36 % — других народностей. Испаноговорящие составили 1,44 % от всех жителей города.
Из 395 домашних хозяйств в 27,6 % — воспитывали детей в возрасте до 18 лет, 47,8 % представляли собой совместно проживающие супружеские пары, в 11,6 % семей женщины проживали без мужей, 39,0 % не имели семей. 33,7 % от общего числа семей на момент переписи жили самостоятельно, при этом 9,9 % составили одинокие пожилые люди в возрасте 65 лет и старше. Средний размер домашнего хозяйства составил 2,10 человек, а средний размер семьи — 2,70 человек.
Население города по возрастному диапазону по данным переписи 2000 года распределилось следующим образом: 21,7 % — жители младше 18 лет, 4,8 % — между 18 и 24 годами, 36,7 % — от 25 до 44 лет, 19,0 % — от 45 до 64 лет и 17,8 % — в возрасте 65 лет и старше. Средний возраст жителей составил 36 лет. На каждые 100 женщин в Каммак-Виллидж приходилось 76,1 мужчин, при этом на каждые сто женщин 18 лет и старше приходилось 72,7 мужчин также старше 18 лет.
Средний доход на одно домашнее хозяйство в городе составил 40 909 долларов США, а средний доход на одну семью — 45 833 доллара. При этом мужчины имели средний доход в 50 795 долларов США в год против 33 021 доллар среднегодового дохода у женщин. Доход на душу населения в городе составил 29 865 долларов в год. 9,1 % от всего числа семей в округе и 7,6 % от всей численности населения находилось на момент переписи населения за чертой бедности, при этом 12,2 % из них были моложе 18 лет и — в возрасте 65 лет и старше.